# Yomiuri Shimbun

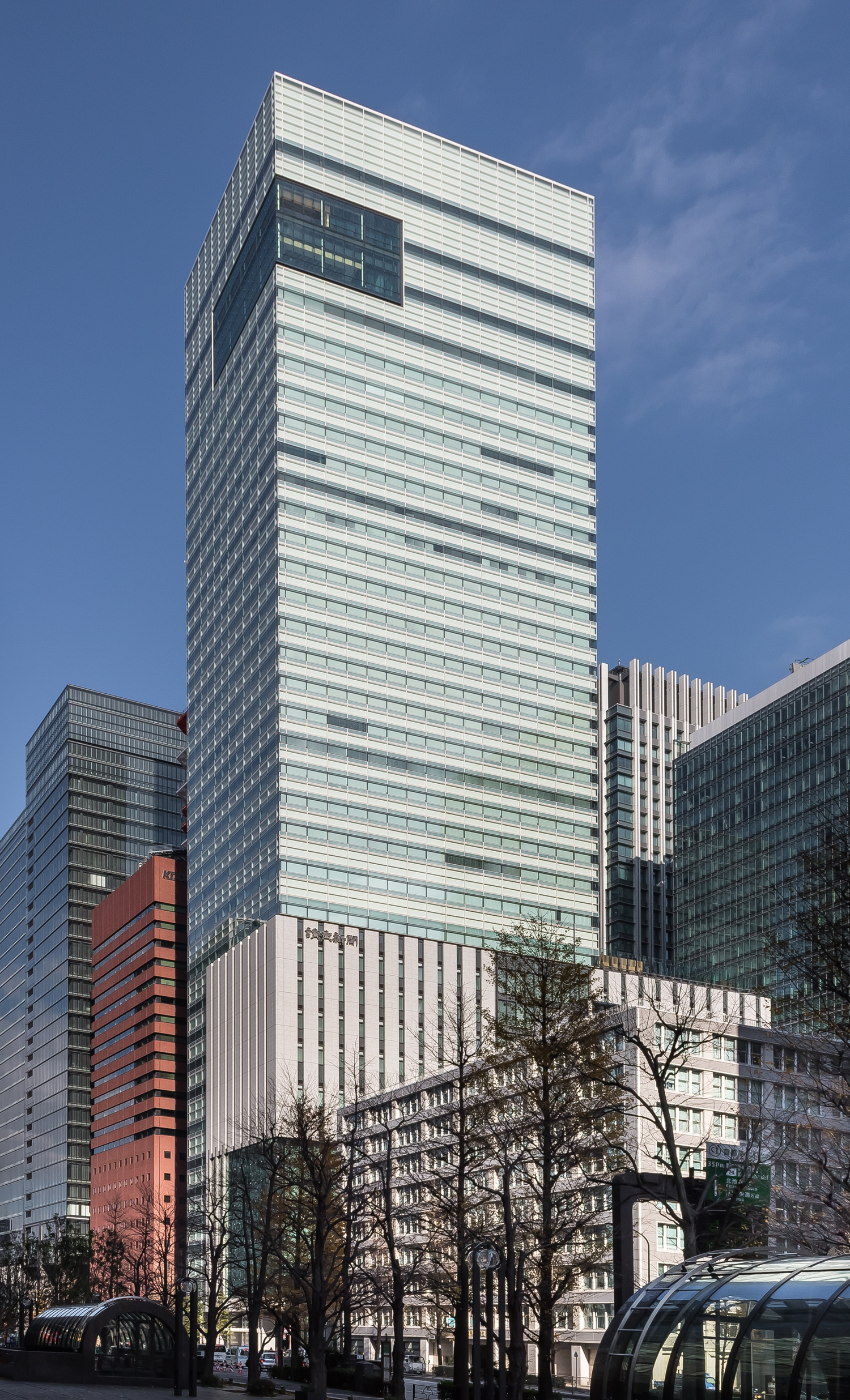
Sede actual del Yomiuri Shimbun en Tokio.

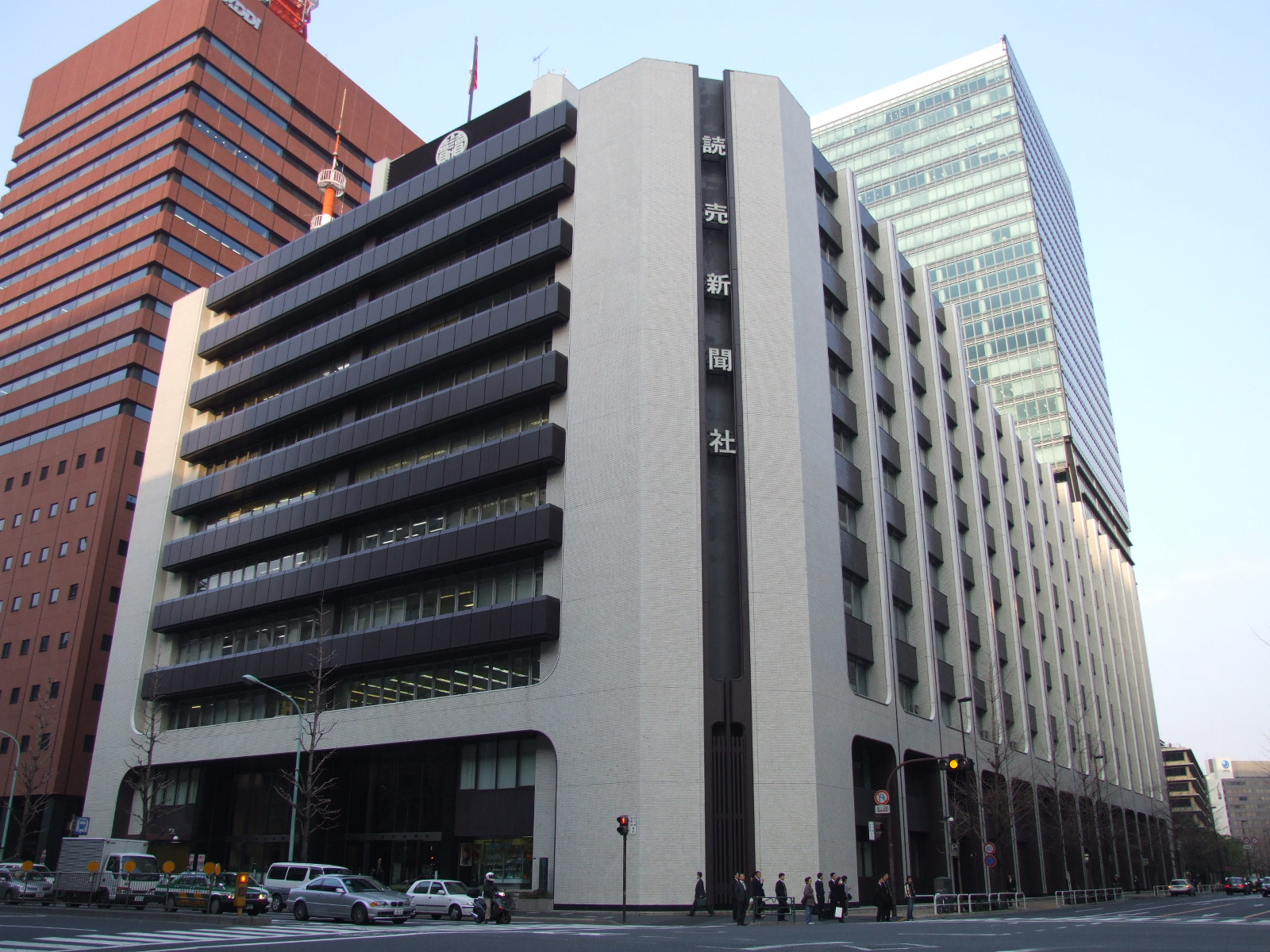
Antigua sede de Yomiuri Shimbun en Tokio, ahora demolida.

El Yomiuri Shimbun (Shinjitai: 読売新聞, Kyūjitai: 讀賣新聞?) es un periódico japonés que consiste en tres sociedades anónimas: Sociedad Anónima Yomiuri Shimbun de Tokio, Sociedad Anónima Yomiuri Shimbun de Osaka y Sociedad Anónima Yomiuri Shimbun del Oeste, con oficinas en Fukuoka. 
Fundado el 2 de noviembre de 1874, en la actualidad cuenta con seis oficinas principales distribuidas por Japón, y una red de información con 352 puestos informativos en Japón y 34 en el mundo. Posee 29 imprentas, y es considerado el máximo exponente como empresa periodística dentro de Japón.
Con una tirada que supera el millón de ejemplares, es el periódico de mayor distribución del mundo en la actualidad (enero de 2007). Figura en el Libro Guinness de los Récords como el Periódico diario de mayor circulación por una tirada de 14 323 781 ejemplares contabilizando ediciones matutina y vespertina en el 2002. La tirada de la segunda mitad del 2006 fue de 10 030 000 de ejemplares promedio según declaraciones públicas. Se estima que una parte substancial de alrededor de 8 millones de ejemplares son subscripciones.
Tiene acuerdos de cooperación con el periódico The Times del Reino Unido y diversos periódicos japoneses de corriente cooperacionista con Estados Unidos. Es considerado un tabloide popular.

## Historia sobre el dueño de la empresa
Matsutarō Shōriki, fue un periodista con una amplia visión empresarial, y con una gran pasión por el béisbol, deporte que le ha brindado muchas alegrías y también buenos negocios. Shoriki creó la primera cadena de televisión japonesa: Nippon Television Network Corporation, también fue elegido para la cámara de representantes e indicado a la Cámara Alta del Parlamento. Obtuvo mucho éxito en el judo, y como mestre de los tatamis llegó a alcanzar el 10.º dan, nivel extremamente raro y difícil que ha sido conseguido únicamente por trece hombres en la historia. 
Este “Citizen Kane” japonés antes fue un policía de alto rango, pero fue dispensado después de que atentasen contra la vida del príncipe regente Hirohito en 1923 (muchos oficiales dimitieron porque consideraron que habían fallado en su misión de seguridad). Al año siguiente, con la ayuda de un inversor, compraron Yomiuri Shimbun (en este momento un modesto periódico de izquierdas), y lo transformaron en lo que es hoy: el periódico más vendido del mundo. 
Sigue una línea más conservadora, con una ideología de centro-derecha, así como todas las demás empresas del conglomerado.[1] El capital social del grupo (Yomiuri Group) está controlado por los descendientes de Matsutaro Shoriki. El conglomerado pertenece a la familia Shoriki desde 1924, cuando así decidieron comprar la mayor parte de la participación (tienen el 45.26% de su valor en bolsa). Y por más que suene contradictorio, la familia no interfiere en la parte operativa o ejecutiva de la empresa de comunicación.

## Orquesta Sinfónica Japonesa Yomiuri
En el año 1962 el periódico fundó su propia orquesta sinfónica, la Yomiuri Nippon Kōkyō Gakudan (読売日本交響楽団), que pronto adquirió un gran prestigio. Sus directores titulares han sido Sylvain Cambreling (director a partir de 2007), Stanisław Skrowaczewski (2007), Gerd Albrecht (1998-2007), Tadaaki Otaka (1992-1998), Heinz Rögner, Rafael Frühbeck de Burgos (1980-1983), Hiroshi Wakasugi (1962-1965) y Willis Page (1962-1965).

## Cronología
- 2 de noviembre de 1874, El Yomiuri Shimbun (讀賣新聞?) es fundado por la Sociedad colectiva Nichiju (日就社 Nichiju-sha?)
- 1 de diciembre de 1917, Nichiju cambia de nombre a Yomiuri Shimbun
- 25 de febrero de 1924, en medio de dificultades económicas es comprado por el exjefe de policía y futuro miembro de la dieta de Japón Matsutaro Shoriki (正力松太郎 Shōriki Matsutarō?)
- 15 de noviembre de 1925, pionero de Japón en presentar la programación de radio y televisión.
- 26 de diciembre de 1934, fundación del Club de Baseball de Tokyo Dainippon (大日本東京野球倶楽部 Dainippon Tōkyō Yakyū Kurabu?), actual Yomiuri Giants, que contribuye en el aumento de ventas.
- 5 de agosto de 1942, se fusiona con el periódico Hochi Shimbun (報知新聞 Hōchi Shimbun?). El título del periódico cambia a Yomiuri-Hochi Shimbun.
- 27 de julio de 1945, informa sin crítica la declaración de Potsdam, pero al día siguiente publica un artículo calificando de rídiculos los términos de rendición delineados por los Aliados en la conferencia de Potsdam.
- 12 de diciembre de 1945, Matsutaro Shoriki es arrestado bajo acusaciones de ser Criminal de guerra. Desde el día anterior, Shoriki había designado a Tsunego Baba (馬場恒吾 Baba Tsunego?) como director del periódico. Los cargos serían levantados en agosto de 1947
- 1 de mayo de 1946, se regresa al nombre original Yomiuri Shimbun.
- 12 de noviembre de 1946, en un artículo editorial se pronuncia a favor del abandono del uso de kanji para la escritura japonesa.
- 1 de junio de 1950, la empresa se reorganiza como una sociedad anónima.
- 25 de noviembre de 1952, el periódico se expande a la región de Kansai lanzando el Yomiuri Shimbun de Osaka.
- 28 de agosto de 1953, el periódico inaugura la cadena Nippon Television.
- 1 de mayo de 1959, establece una nueva oficina en Sapporo, Hokkaidō con impresión local de ejemplares.
- 25 de mayo de 1961, funda la empresa Yomiuri Shimbun del Oeste con sede en Kitakyūshū. Impresión local de ejemplares.
- 29 de junio a 2 de julio de 1966, organiza las presentaciones de los Beatles en Japón.
- 25 de marzo de 1975, lanza el Chubu Yomiuri Shimbun  en Nagoya.
- 1977 supera al Asahi Shimbun en tirada convirtiéndose en el periódico de mayor circulación de Japón y del mundo al superar también al Pravda de la Unión Soviética.
- 1 de junio de 1988, la empresa Chubu Yomiuri Shimbun se une con Yomiuri Shimbun formando las oficinas de Chubu del Yomiuri Shimbun. Se elimina "chubu" del título del periódico.
- 3 de noviembre de 1994, es el primer medio de comunicación importante en publicar un artículo considerando una reforma constitucional y se transforma en una de las razones principales del inicio del debate sobre el tema en Japón.
- 1 de febrero de 1999, compra a Chuo Koron (中央公論社 Chūō Kōron Sha?), un periódico con problemas financieros, y funda el Nuevo Chuo Koron (中央公論新社 Chūō Kōron Shinsha?).
- 1 de diciembre de 2000, aumenta el tamaño de su letra generando una nueva tendencia en los periódicos de Japón.
- 1 de julio de 2002, se reorganiza a todas las empresas bajo la nueva Sociedad Anónima Grupo Yomiuri Shimbun.
- 1 de enero de 2004, se traslada la sede del Yomiuri Shimbun del Oeste de Kitakyūshū a Fukuoka.